# La Revancha del Tango Live
La Revancha del Tango Live é o primeiro DVD ao vivo do grupo musical Gotan Project, lançado em 2005.

## Faixas
1. "Live intro"
2. "Queremos Paz"
3. "Vuelvo al Sur"
4. "El Capitalismo Foraneo"
5. "Kyrie - Misa Criolla"
6. "Epoca"
7. "Una Musica Brutal"
8. "La del Ruso"
9. "Santa Maria (del buen ayre)"
10. "Nocturna"
11. "Triptico"
12. "¡Ya Basta!"